# Frenke (Adelsgeschlecht)

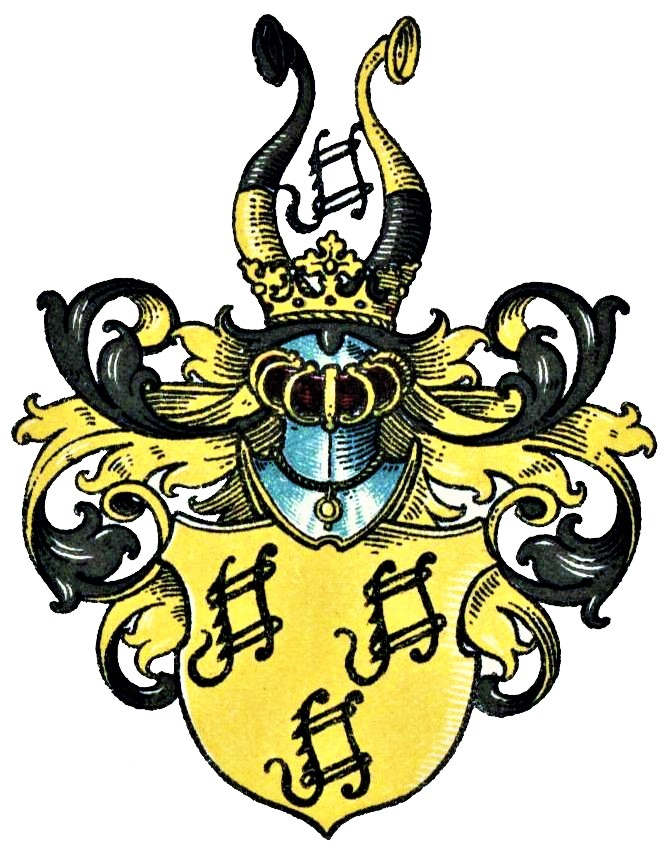
Wappen derer von Frenke im Wappenbuch des Westfälischen Adels

Frenke (auch: Frencke, Vrenke, Vrenken o. ä.) ist der Name eines erloschenen niedersächsischen Adelsgeschlechts.

## Geschichte
Der Name des Geschlechts stammt vom Ort Frenke, heute ein Ortsteil der Gemeinde Emmerthal im Landkreis Hameln-Pyrmont in Niedersachsen.
Die Gebrüder Herbordus, Hartung und Hermann von Frenke waren 1208 Domherren zu Hildesheim, ebenso wie Henrich von Frencke († 1548), der 1526 zum Domherrn erwählt wurde. 1311 lebte ein Ritter Brumen von Frencken, der einen Sohn Herbordt hatte, der ebenfalls die Ritterschaft erlangte. Letzterer wiederum hatte vier Söhne, Hartung, Eckbrecht, Hermann und Johann von Frenke, die 1351 alle noch lebten. Die ersten drei starben ohne Erben. Johann von Frenke hatten einen Sohn namens Hartung, der 1424 Feind des Kapitels zu Hildesheim war, sich aber später mit diesem wieder vertragen hat. Seine Söhne Henrich († 1534) und Johann waren Kanoniker zu Hildesheim. Ein Bartolde von Frencke lebte noch 1536.
Die Familie besaß Streubesitz im Raum Hameln-Polle-Alfeld. Im 14. Jahrhundert stellte Egbert von Frenke ein Grundstück in Bodenwerder zum Bau der St. Nicolai-Kirche mit Friedhof zur Verfügung, auf dem der heutige Kirchenbau entstand. 1513 verkaufte Herbord von Frenke das Dorf Lüntorf (Hundorpe) an Eberhard von Münchhausen. Außerdem stellte die Familie ab 1409 herzoglich-braunschweigische Lehnsträger des Wasserschlosses Hehlen. Friderich von Frencke hatte den Hundesruckinnen, musste diesen aber 1521 dem Fürsten von Braunschweig räumen.
Der Letzte des Geschlechts war Herbord von Frenke, der 1557 nach seinen Söhnen verstarb.

## Wappen
Blasonierung: In Gold drei (2:1) lange schwarze Kesselhaken. Auf dem gekrönten Helm zwei schwarz-golden quergeteilte Büffelhörner mit Mündungen in gewechselten Farben, dazwischen ein Kesselhaken. Die Helmdecken sind schwarz-golden.
Bei Johannes Letzner sind die Kesselhaken balkenweise gestellt. Auf dem nichtgekrönten, aber bewulsteten Helm drei Kesselhaken.
Der Ort Frenke nahm das Wappen derer von Frenke leicht abgewandelt (silberne Kesselhaken) an.

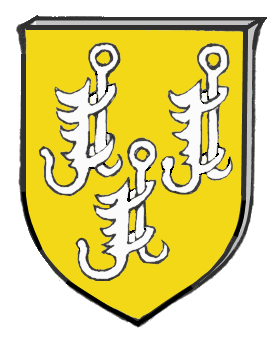
Wappen des Ortes Frenke